# Hope (Arkansas)
Pour les articles homonymes, voir Hope.
La ville de Hope est le siège du comté de Hempstead, dans l'État de l'Arkansas, aux États-Unis. 
Elle est notamment connue pour être la ville natale de Bill Clinton, 42e président des États-Unis, dont il la met en valeur dans ses campagnes présidentielles avec la symbolique étymologique sur Hope, « Espoir »,, et du 44e gouverneur de l'Arkansas, Mike Huckabee.

## Démographie
Sa population s'élevait à 10 095 habitants lors du recensement de 2010, puis est estimée à 9 715 habitants en 2018.
| 1880  | 1890  | 1900  | 1910  | 1920  | 1930  | 1940  | 1950  |
| ----- | ----- | ----- | ----- | ----- | ----- | ----- | ----- |
| 1 233 | 1 937 | 1 644 | 3 639 | 4 790 | 6 008 | 7 475 | 8 605 |

| 1960  | 1970  | 1980   | 1990  | 2000   | 2010   | - | - |
| ----- | ----- | ------ | ----- | ------ | ------ | - | - |
| 8 399 | 8 830 | 10 290 | 9 643 | 10 616 | 10 095 | - | - |

La ville souffre d'un déclin économique et démographique en raison de la fin de la desserte ferroviaire et de l'ouverture de l'Interstate 30.

## Transports
La ville dispose d'un aéroport municipal (en) (FAA LID : M18).

## Culture locale et patrimoine

### Lieux et monuments

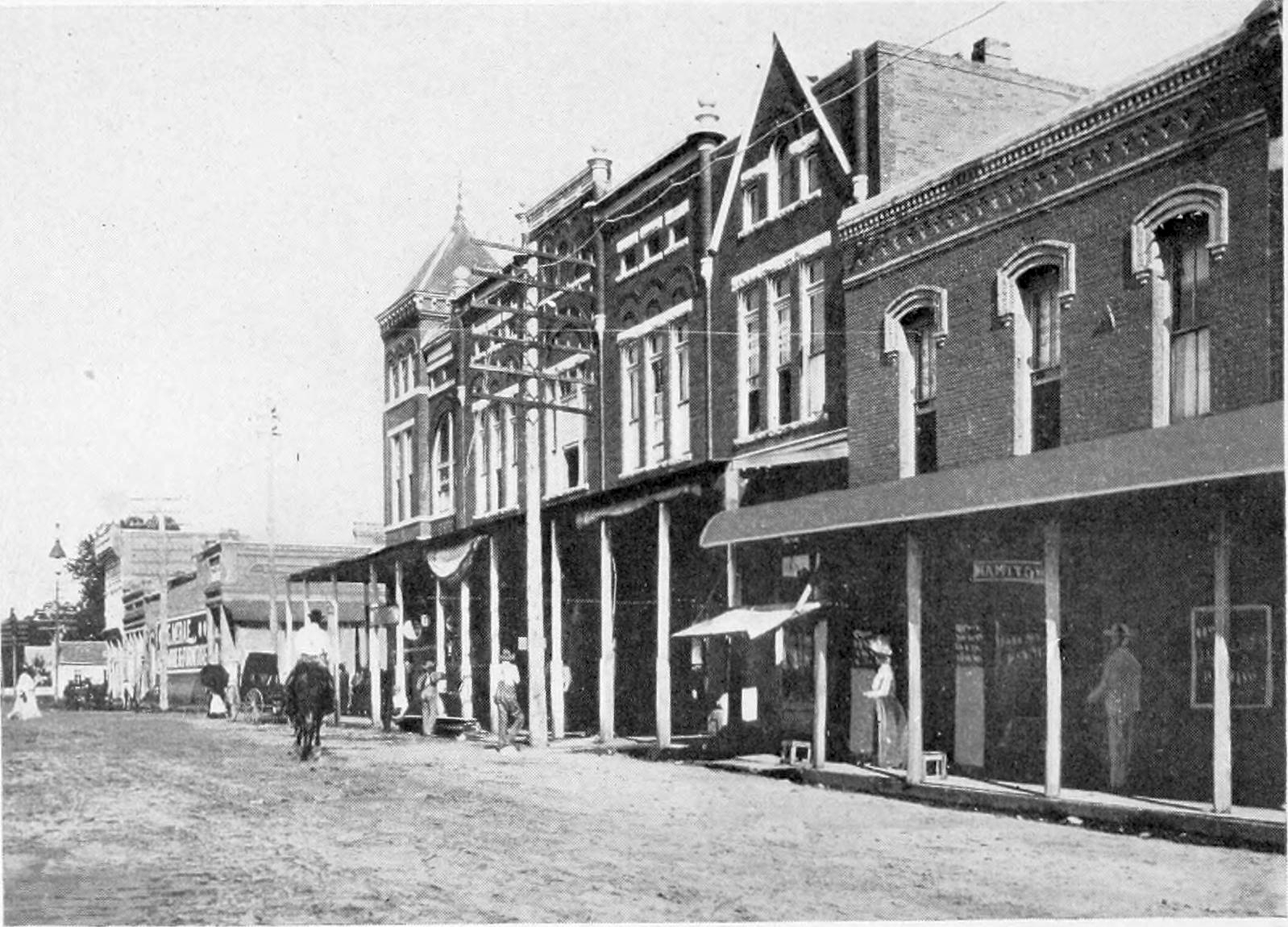
Hope c. 1904.
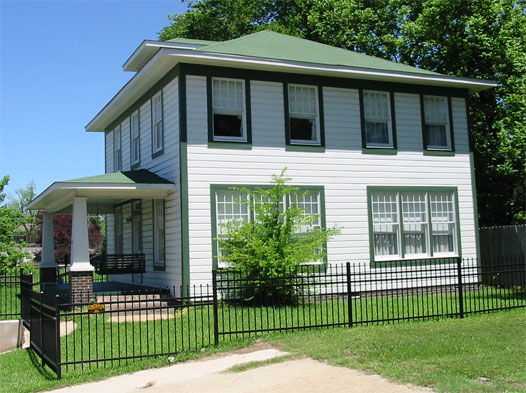
La maison natale de Bill Clinton.
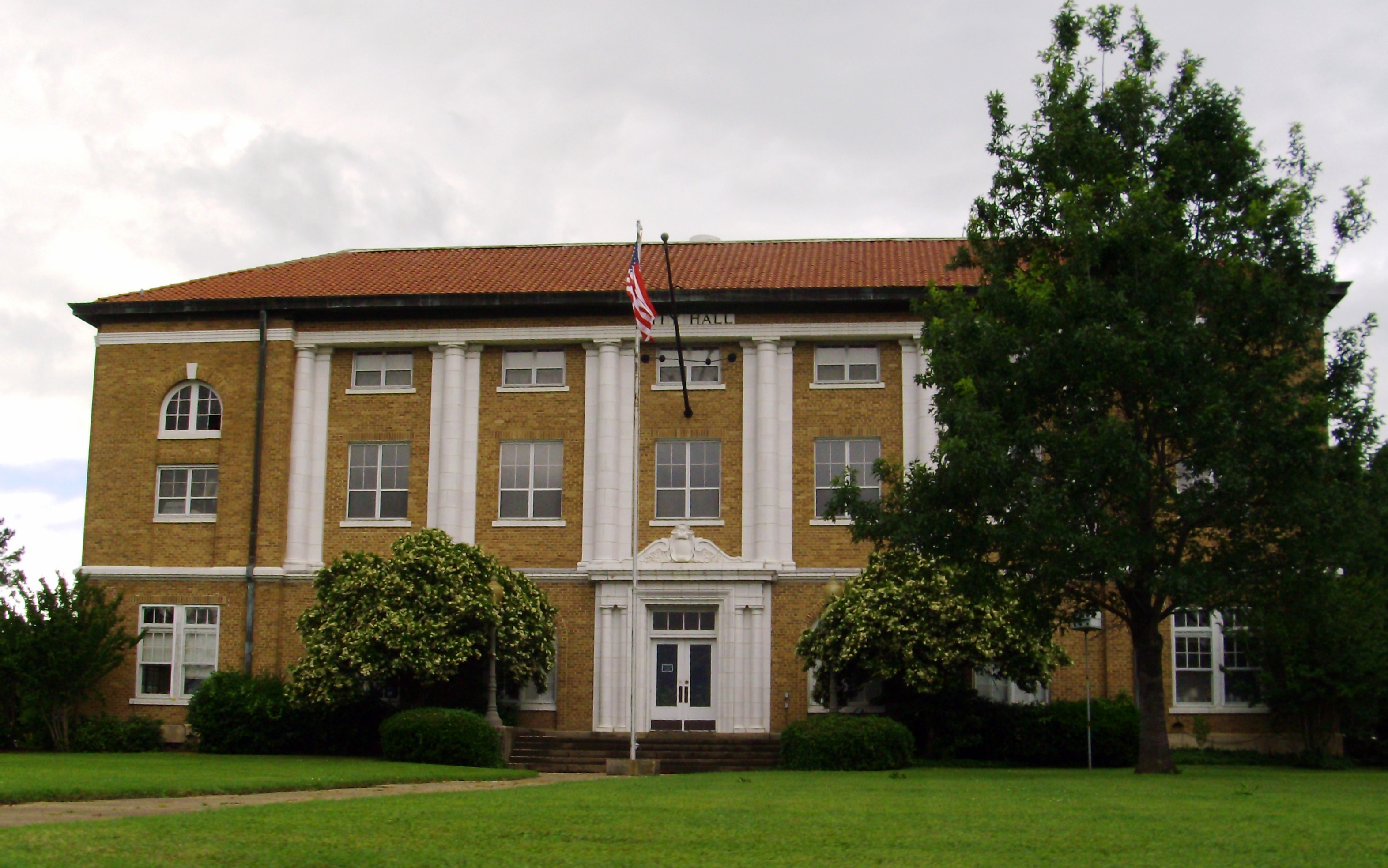
L’hôtel de ville de Hope.

### Personnalités liées à la commune
- Bill Clinton, 42e président des États-Unis.
- Mike Huckabee, 44e gouverneur de l'Arkansas.